# Mario Traxl
Mario Traxl (ur. 30 maja 1964 w Münchendorf) – austriacki kolarz szosowy, brązowy medalista mistrzostw świata.

## Kariera
Największy sukces w karierze Mario Traxl osiągnął w 1987 roku, kiedy wspólnie z Bernhardem Rassingerem, Johannem Lienhartem i Helmutem Wechselbergerem zdobył brązowy medal w drużynowej jeździe na czas podczas mistrzostw świata w Villach. Był to jednak jedyny medal wywalczony przez niego na międzynarodowej imprezie tej rangi. Na tych samych mistrzostwach zajął czternaste miejsce w wyścigu ze startu wspólnego amatorów. W 1988 roku wystartował na igrzyskach olimpijskich w Seulu, gdzie w drużynie szesnasty, a wyścigu ze startu wspólnego zajął 22. miejsce. Sześciokrotnie zdobywał medale szosowych mistrzostw kraju, w tym cztery złote.